# Debrecen Gladiators
I Debrecen Gladiators sono una squadra di football americano di Debrecen, in Ungheria; fondati nel 2004, hanno partecipato a una finale di coppa nazionale e a 3 finali di campionato senza mai vincere. Hanno vinto 2 volte il Duna Bowl.
Nel 2015 i Gladiators si sono fusi con i Szolnok Soldiers, mantenendo il nome societario dei Soldiers e quello di gioco dei Gladiators.
Dal 2018 fanno parte della polisportiva DEAC.

## Dettaglio stagioni

### Amichevoli
| Stagione | Vin | Par | Per | Tot | PF | PS  | avversaria                      |
| -------- | --- | --- | --- | --- | -- | --- | ------------------------------- |
| 2005     | 0   | 1   | 1   | 2   | 20 | 65  | Győr Sharks                     |
| 2006     | 1   | 0   | 1   | 2   | 64 | 46  | Győr Sharks, Nyíregyháza Tigers |
| Totale   | 1   | 1   | 2   | 4   | 84 | 111 |                                 |

### Tornei nazionali

#### Campionato

##### MAFL/Divízió I (primo livello)
| Stagione | regular season | regular season | regular season | regular season | regular season | regular season | playoff | playoff | playoff | playoff | playoff | playoff        | playoff           |
|          | Vin            | Par            | Per            | Tot            | PF             | PS             | Vin     | Per     | Tot     | PF      | PS      | risultato      | avversaria        |
| -------- | -------------- | -------------- | -------------- | -------------- | -------------- | -------------- | ------- | ------- | ------- | ------- | ------- | -------------- | ----------------- |
| 2005     | 1              | 0              | 2              | 3              | 90             | 119            | 1       | 1       | 2       | 34      | 73      | Hungarian Bowl | Budapest Wolves 2 |
| 2006     | 4              | 0              | 0              | 4              | 190            | 35             | 1       | 1       | 2       | 49      | 43      | Hungarian Bowl | Győr Sharks       |
| 2007     | 4              | 0              | 0              | 4              | 126            | 54             | 1       | 1       | 2       | 40      | 69      | Hungarian Bowl | Győr Sharks       |
| 2008     | 0              | 0              | 5              | 5              | 33             | 187            | -       | -       | -       | -       | -       | -              | -                 |
| 2010     | 1              | 0              | 5              | 6              | 41             | 215            | -       | -       | -       | -       | -       | -              | -                 |
| 2020     | 1              | 0              | 2              | 3              | 74             | 64             | -       | -       | -       | -       | -       | -              | -                 |
| Totale   | 11             | 0              | 14             | 25             | 554            | 674            | 3       | 3       | 6       | 132     | 185     |                |                   |

Fonti: Enciclopedia del Football - A cura di Massimo Mezzetti

##### Divízió II (secondo livello)/Divízió I (secondo livello)
| Stagione | regular season | regular season | regular season | regular season | regular season | regular season | playoff | playoff | playoff | playoff | playoff | playoff          | playoff              |
|          | Vin            | Par            | Per            | Tot            | PF             | PS             | Vin     | Per     | Tot     | PF      | PS      | risultato        | avversaria           |
| -------- | -------------- | -------------- | -------------- | -------------- | -------------- | -------------- | ------- | ------- | ------- | ------- | ------- | ---------------- | -------------------- |
| 2009     | 2              | 0              | 2              | 4              | 44             | 59             | 0       | 1       | 1       | 7       | 34      | Quarti di finale | Dunaújváros Gorillaz |
| 2011     | 1              | 0              | 4              | 5              | 74             | 253            | -       | -       | -       | -       | -       | -                | -                    |
| 2016     | 5              | 0              | 1              | 6              | 178            | 62             | 1       | 1       | 2       | 28      | 42      | Pannon Bowl      | Dunaújváros Gorillaz |
| 2017     | 0              | 0              | 4              | 4              | 14             | 110            | -       | -       | -       | -       | -       | -                | -                    |
| 2018     | 4              | 0              | 2              | 6              | 175            | 98             | 0       | 1       | 1       | 0       | 14      | Semifinale       | Szombathely Crushers |
| 2019     | 1              | 0              | 5              | 6              | 74             | 142            | -       | -       | -       | -       | -       | -                | -                    |
| 2021     | 4              | 0              | 1              | 5              | 116            | 109            | 0       | 1       | 1       | 28      | 40      | Semifinale       | Budapest Cowbells 2  |
| 2022     | 1              | 0              | 5              | 6              | 101            | 186            | -       | -       | -       | -       | -       | -                | -                    |
| 2023     | 2              | 0              | 3              | 5              | 53             | 104            | 0       | 1       | 1       | 6       | 28      | Wild Card        | Győr Sharks          |
| Totale   | 20             | 0              | 27             | 47             | 829            | 1123           | 1       | 5       | 6       | 69      | 158     |                  |                      |

Fonti: Enciclopedia del Football - A cura di Massimo Mezzetti

##### Divízió II (terzo livello)
| Stagione | regular season | regular season | regular season | regular season | regular season | regular season | playoff | playoff | playoff | playoff | playoff | playoff          | playoff              |
|          | Vin            | Par            | Per            | Tot            | PF             | PS             | Vin     | Per     | Tot     | PF      | PS      | risultato        | avversaria           |
| -------- | -------------- | -------------- | -------------- | -------------- | -------------- | -------------- | ------- | ------- | ------- | ------- | ------- | ---------------- | -------------------- |
| 2012     | 2              | 0              | 3              | 5              | 105            | 107            | -       | -       | -       | -       | -       | -                | -                    |
| 2013     | 1              | 0              | 5              | 6              | 108            | 214            | -       | -       | -       | -       | -       | -                | -                    |
| 2014     | 3              | 0              | 1              | 4              | 122            | 119            | 0       | 1       | 1       | 26      | 27      | Quarti di finale | Szekszárd Bad Bones  |
| 2015     | 4              | 0              | 0              | 4              | 150            | 31             | 2       | 0       | 2       | 61      | 28      | Campioni         | Szekszárd Bad Bones  |
| 2016     | 2              | 0              | 1              | 3              | 69             | 77             | 0       | 1       | 1       | 6       | 16      | Wild Card        | Szombathely Crushers |
| 2017     | 2              | 0              | 3              | 5              | 42             | 93             | 0       | 1       | 1       | 0       | 28      | Quarti di finale | Nyíregyháza Tigers   |
| 2024     | 5              | 0              | 0              | 5              | 168            | 18             | 2       | 0       | 2       | 72      | 26      | Campioni         | Eger Heroes          |
| Totale   | 19             | 0              | 13             | 32             | 764            | 659            | 4       | 3       | 7       | 165     | 125     |                  |                      |

Fonti: Enciclopedia del Football - A cura di Massimo Mezzetti

#### Coppa
| Stagione | regular season | regular season | regular season | regular season | regular season | regular season | playoff | playoff | playoff | playoff | playoff | playoff   | playoff         |
|          | Vin            | Par            | Per            | Tot            | PF             | PS             | Vin     | Per     | Tot     | PF      | PS      | risultato | avversaria      |
| -------- | -------------- | -------------- | -------------- | -------------- | -------------- | -------------- | ------- | ------- | ------- | ------- | ------- | --------- | --------------- |
| 2006     | 1              | 0              | 1              | 2              | 83             | 69             | 1       | 1       | 2       | 57      | 84      | Finale    | Budapest Wolves |
| Totale   | 1              | 0              | 1              | 2              | 83             | 69             | 1       | 1       | 2       | 57      | 84      |           |                 |

Fonti: Enciclopedia del Football - A cura di Massimo Mezzetti

### Riepilogo fasi finali disputate
| Anno             | Luogo       | Evento     | Fase del torneo  | Incontro                                     | Risultato |
| 19 novembre 2005 | Budapest    | MAFL       | Hungarian Bowl   | Budapest Wolves 2 - Debrecen Gladiators      | 46 - 0    |
| 1º luglio 2006   | Budapest    | MAFL       | Hungarian Bowl   | Debrecen Gladiators - Győr Sharks            | 6 - 7     |
| 28 ottobre 2006  | Budapest    | Blue Bowl  | Finale           | Budapest Wolves - Debrecen Gladiators        | 63 - 20   |
| 12 luglio 2007   | Budapest    | Divízió I  | Hungarian Bowl   | Debrecen Gladiators - Győr Sharks            | 12 - 42   |
| 21 giugno 2009   |             | Divízió II | Quarti di finale | Dunaújváros Gorillaz - Debrecen Gladiators   | 34 - 7    |
| 2014             |             | Divízió II | Quarti di finale | Debrecen Gladiators - Szekszárd Bad Bones    | 26 - 27   |
| 11 luglio 2015   |             | Divízió II | Duna Bowl        | Debrecen Gladiators - Szekszárd Bad Bones    | 21 - 14   |
| 18 giugno 2016   |             | Divízió II | Wild Card        | Debrecen Gladiators 2 - Szombathely Crushers | 6 - 16    |
| 10 luglio 2016   |             | Divízió I  | Pannon Bowl      | Dunaújváros Gorillaz - Debrecen Gladiators   | 28 - 8    |
| 18 giugno 2017   |             | Divízió II | Quarti di finale | Nyíregyháza Tigers - Debrecen Gladiators 2   | 28 - 0    |
| 7 luglio 2018    | Szombathely | Divízió I  | Semifinale       | Szombathely Crushers - Debrecen Gladiators   | 14 - 0    |
| 3 luglio 2021    |             | Divízió I  | Semifinale       | Budapest Cowbells 2 - DEAC Gladiators        | 40 - 28   |
| 2 luglio 2023    | Nyúl        | Divízió I  | Wild Card        | Győr Sharks - DEAC Gladiators                | 28 - 6    |
| 27 luglio 2024   | Debrecen    | Divízió II | Duna Bowl        | DEAC Gladiators - Eger Heroes                | 38 - 7    |

## Palmarès
- 2 Duna Bowl (2015, 2024)